# Eric Schreurs
Eric Schreurs (Leiden, 15 september 1958 – aldaar, 29 mei 2020) was een Nederlandse striptekenaar. Hij is vooral bekend van zijn strip Joop Klepzeiker die vanaf 1982 jarenlang in Nieuwe Revu verscheen.

## Levensloop
Schreurs debuteerde in De Vrije Balloen met de stripserie Adrianus. Daarna tekende hij illustraties in de bladen Okki en Jippo. In een blad voor jongeren tekende hij de familiestrip De Klootwijkers. Zijn eerste stripalbum was Geharrebar in 1981. Met het personage van de eeuwige loser Joop Klepzeiker brak hij door bij het grote publiek. Mede dankzij de voorpublicatie in Nieuwe Revu werden de albums van Klepzeiker een groot succes; er werden meer dan een miljoen exemplaren van verkocht.
Andere strips van Schreurs zijn Retep, Knier Zwellever, Adrian Backfish, en het in 2006 heruitgegeven satirische 1984. Naar scenario's van zijn geestverwant Hein de Kort maakte hij de strip Dick van Bil. Tevens maakte hij met Theo van Gogh Recreatie, een bundel met gruwelijke gedichten en illustraties.
In 1990/91 en 1991/92 verschenen van Schreurs twee schoolagenda's op A4-formaat. Deze werden op met name christelijke scholen verboden, vanwege enkele obscene fragmenten. De agenda's bevatten naast het werk van Schreurs ook werk van Erwin Olaf, Hein de Kort, Vuillemin en Theo van Gogh.
Begin jaren negentig maakte de inmiddels gearriveerde stripmaker een crisis door. Drie jaar lang zette hij geen lijn meer op papier, mede vanwege een rugblessure. Hij knapte weer op en stortte zich, naast het werk aan Klepzeiker, op de schilderkunst. Dit resulteerde in de expositie 'Strange Flesh' in het Leidse museum De Lakenhal in 1997, gevolgd door 'Fresh Strange Flesh' in Galerie Lambiek in 2000.
In 2002 ontving Schreurs de prestigieuze Stripschapprijs voor zijn gehele oeuvre. Bij de uitreiking liet hij weten dat hij dit "kutbeeldje" veel te laat heeft gekregen, maar ook "anderzijds, omdat het kennelijk zoveel jaren heeft moeten duren, kun je spreken van een prijs waar nu eindelijk eens serieus is over nagedacht".
Schreurs acteerde tevens in een aantal speelfilms; in Charley (1986) en Terug naar Oegstgeest (1987) van Theo van Gogh, en in De wederopstanding van een klootzak (2013) van Guido van Driel.
In de voormalige gevangenis De Rode Pannen, onderdeel van het Nationaal Gevangenismuseum in Veenhuizen, heeft Schreurs de buitendeur van een cel voorzien van een tekening met als titel "Meermansisolatiecel".
Eric Schreurs overleed op 61-jarige leeftijd aan hartfalen.

### Met Wim Hanssen
- 1984

### Met Hein de Kort
- Dick van Bil 1
- Dick van Bil 2

### Met Theo van Gogh
- Recreatie

### Andere publicaties
- Doe-het-zelf-dodingsgids (enkele korte verhalen en illustraties), Espee, 1985
- Tijdschrift Eikels 1 - 6 (enkele korte strips)